# Стадион ассоциации крикета штата Химачал-Прадеш
Стадион ассоциации крикета штата Химачал-Прадеш (англ. Himachal Pradesh Cricket Association Stadium, HPCA Stadium) — международный крикетный стадион, расположенный в городе Дхарамсала.
Стадион является домашним для сборной штата Химачал-Прадеш по крикету, женской команды штата Химачал-Прадеш и штаб-квартирой Ассоциации крикета Химачал-Прадеш.
На этом стадионе состоялись пять игр чемпионата мира по крикету 2023 года, в том числе Новая Зеландия против Индии.

## История

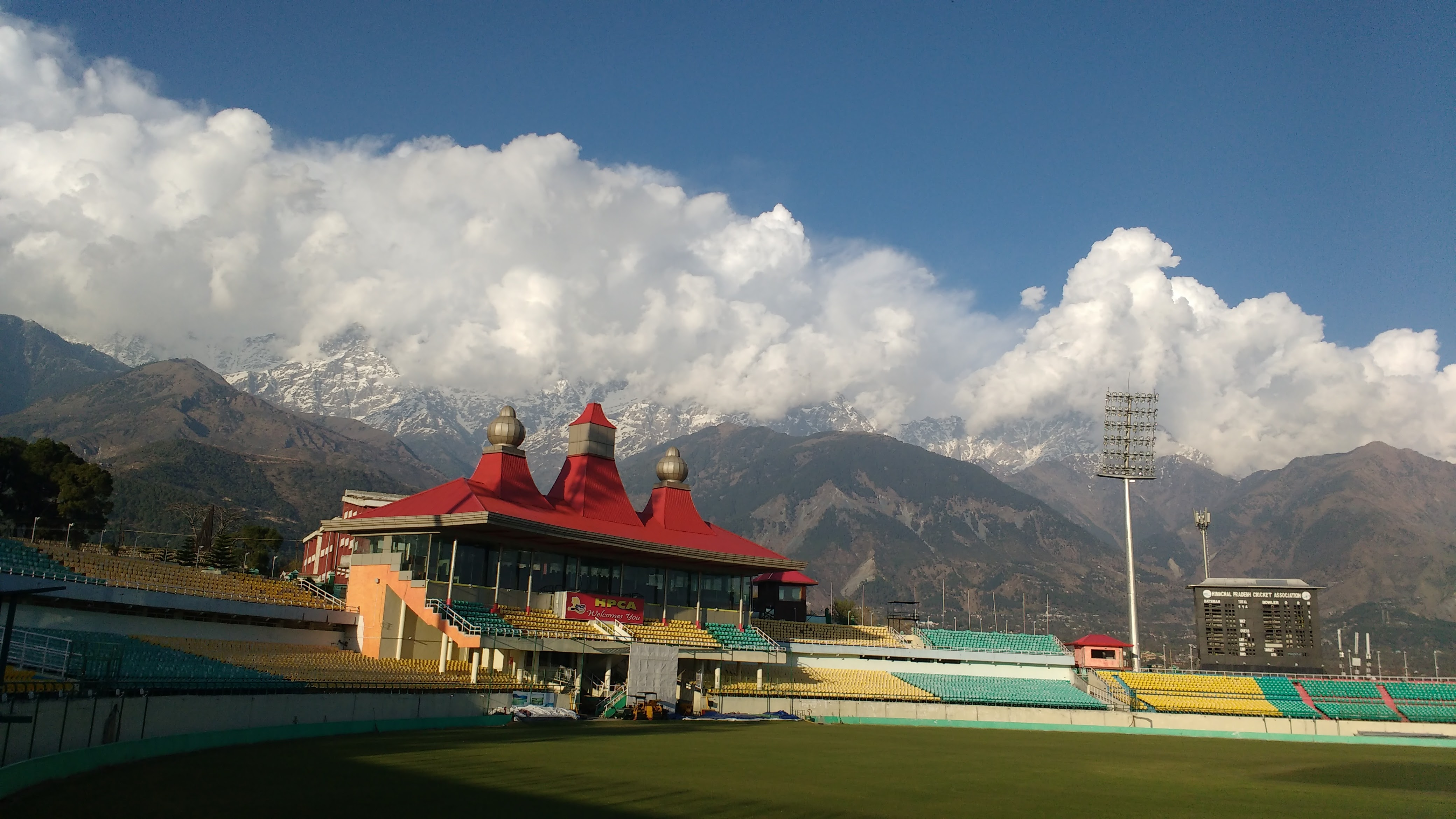
Стадион на фоне Гималаев

Стадион является домашней площадкой для сборной по крикету штата Химачал-Прадеш для проведения матчей «Ранджи Трофи» и других внутренних соревнований. Стадион также принимал несколько матчей Индийской премьер-лиги в качестве домашней арены клуба «Кингс XI Пенджаб».
Дав Уотмор, бывший директор Национальной академии крикета в Индии, во время своего пребывания в должности пожелал, чтобы стадион был пригоден для проведения международных матчей по крикету. Первой международной командой, которая сыграла с Индией на этом стадионе, стала сборная Пакистана. Матч состоялся в 2005 году и носил статус разминочного.
Первый Однодневный международный матч на стадионе был сыгран между Индией и Англией 27 января 2013 года. Англия выиграла с преимуществом в 7 калиток.
В ноябре 2015 года на стадионе принято решение проводить Тестовые матчи.
Первый Тестовый матч на этом стадионе состоялся 25-29 марта 2017 года, в нём Индия победила Австралию.
Это место время от времени использовалось для проведения матчей Индийской премьер-лиги, и из-за расположения в высокогорье здесь гораздо чаще удаётся отбить мяч за пределы поля (шестиочковый). Адам Гилкрист стал первым игроком, оформивший на стадионе сто ранов, это случилось в 2011 году после шестиочкового удара, который улетел от бэтсмена на расстояние 122 метра.
21 июля 2015 года Совет по контролю за крикетом Индии объявил, что на стадионе пройдут матчи чемпионата мира 2016 года в формате Твенти20. 11 декабря 2015 года ICC опубликовал расписание матчей. Стадион ассоциации крикета штата Химачал-Прадеш принял все матчи первого раунда группы A и один матч следующего раунда. Первоначально здесь должен был пройти матч Индия — Пакистан, но из соображений безопасности пакистанской команды матч был перенесён на «Иден Гарденс» в Калькутту.
На стадионе прошли пять матчей чемпионата мира 2023 года, в том числе игра Новой Зеландии против Индии.